# Lista nagród i nominacji Kelly Clarkson
Artykuł przedstawia listę nagród i nominacji otrzymanych przez amerykańską piosenkarkę Kelly Clarkson. Clarkson wydała do tej pory siedem albumów studyjnych. Jej najczęściej nagradzanymi albumami były Breakaway oraz Stronger. Oba krążki zdobyły nagrodę Grammy w kategorii Najlepszy album pop. W sumie artystka zdobyła 104 nominacje i 35 nagród. Dodatkowo artystka zdobyła 9 nagród ASCAP Music Award.

## Lista nagród i nominacji

### Academy of Country Music Awards
Podczas gali Academy of Country Music Awards nagradzani są muzycy country.
| Rok  | Tytułem                                     | Kategoria               | Rezultat  |
| ---- | ------------------------------------------- | ----------------------- | --------- |
| 2008 | „Because of You” (z Rebą McEntire)          | Wokalne wydarzenie roku | Nominacja |
| 2012 | „Don’t You Wanna Stay” (z Jasonem Aldeanem) | Singel roku             | Wygrana   |
| 2012 | „Don’t You Wanna Stay” (z Jasonem Aldeanem) | Wokalne wydarzenie roku | Wygrana   |
| 2013 | „Don’t Rush” (z Viincem Gillem)             | Wokalne wydarzenie roku | Nominacja |

### American Country Awards
Podczas gali Academy of Country Music Awards nagradzani są amerykańscy muzycy country w oparciu o głosy internautów.
| Rok  | Tytułem                                     | Kategoria                                  | Rezultat |
| ---- | ------------------------------------------- | ------------------------------------------ | -------- |
| 2011 | „Don’t You Wanna Stay” (z Jasonem Aldeanem) | Singel roku: Wokalna kolaboracja           | Wygrana  |
| 2011 | „Don’t You Wanna Stay” (z Jasonem Aldeanem) | Teledysk roku: Duet, grupa lub kolaboracja | Wygrana  |

### American Music Awards
Podczas gali American Music Awards przyznawane są nagrody dla amerykańskich muzyków w oparciu o popularność mierzoną ilością sprzedanych albumów i singli.
| Rok  | Tytułem        | Kategoria                           | Rezultat  |
| ---- | -------------- | ----------------------------------- | --------- |
| 2003 | Kelly Clarkson | Ulubiony nowy artysta pop/rock      | Nominacja |
| 2005 | Breakaway      | Ulubiony album pop/rock             | Nominacja |
| 2005 | Kelly Clarkson | Artysta roku                        | Wygrana   |
| 2005 | Kelly Clarkson | Ulubiony artysta Adult Contemporary | Wygrana   |
| 2005 | Kelly Clarkson | Ulubiona artystka pop/rock          | Nominacja |
| 2006 | Kelly Clarkson | Ulubiony artysta Adult Contemporary | Wygrana   |
| 2006 | Kelly Clarkson | Ulubiona artystka pop/rock          | Wygrana   |
| 2012 | Kelly Clarkson | Ulubiony artysta pop/rock           | Nominacja |
| 2012 | Kelly Clarkson | Ulubiony artysta Adult Contemporary | Nominacja |

### ASCAP Awards

#### ASCAP Pop Music Awards
Nagrody przyznawane są przez ASCAP dla autorów tekstów i wydawców najczęściej wykonywanych utworów muzyki pop. Gala wręczania nagród odbywa się corocznie w Londynie.
| Rok  | Tytułem                            | Kategoria                       | Rezultat |
| ---- | ---------------------------------- | ------------------------------- | -------- |
| 2007 | „Because of You”                   | Piosenka roku                   | Wygrana  |
| 2007 | „Behind These Hazel Eyes”          | Najczęściej wykonywana piosenka | Wygrana  |
| 2007 | „Walk Away”                        | Najczęściej wykonywana piosenka | Wygrana  |
| 2010 | „My Life Would Suck Without You”   | Najczęściej wykonywana piosenka | Wygrana  |
| 2010 | „Already Gone”                     | Najczęściej wykonywana piosenka | Wygrana  |
| 2011 | „Already Gone”                     | Najczęściej wykonywana piosenka | Wygrana  |
| 2013 | „Mr. Know It All”                  | Najczęściej wykonywana piosenka | Wygrana  |
| 2013 | „Stronger (What Doesn’t Kill You)” | Najczęściej wykonywana piosenka | Wygrana  |

#### ASCAP Country Music Awards
Nagrody przyznawane są przez ASCAP dla autorów tekstów i wydawców najczęściej wykonywanych utworów muzyki country.
| Rok  | Tytułem                            | Kategoria                       | Rezultat |
| ---- | ---------------------------------- | ------------------------------- | -------- |
| 2008 | „Bacause of You” (z Rebą McEntire) | Najczęściej wykonywana piosenka | Wygrana  |

### Billboard Awards

#### Billboard Music Awards
Billboard Music Awards to nagrody przyznawane corocznie w Stanach Zjednoczonych najpopularniejszym artystom/albumom/singlom w oparciu o coroczne podsumowanie Billboardu.
| Rok  | Tytułem             | Kategoria              | Rezultat  |
| ---- | ------------------- | ---------------------- | --------- |
| 2005 | Kelly Clarkson      | Artystka roku pop/rock | Nominacja |
| 2005 | „Since U Been Gone” | Piosenka roku Hot 100  | Nominacja |
| 2005 | „Since U Been Gone” | Piosenka roku w sieci  | Nominacja |

#### Billboard Year-End Charts
| Rok  | Tytułem                   | Kategoria                              | Rezultat   |
| ---- | ------------------------- | -------------------------------------- | ---------- |
| 2002 | „A Moment Like This”      | Najlepiej sprzedający się singel       | 1. miejsce |
| 2005 | Kelly Clarkson            | Najlepsza artystka pop                 | 1. miejsce |
| 2005 | Kelly Clarkson            | Najlepsza artystka Hot 100             | 1. miejsce |
| 2005 | Kelly Clarkson            | Najlepszy artysta pop                  | 1. miejsce |
| 2005 | „Breakaway”               | Najlepszy singel ze ścieżki dźwiękowej | 1. miejsce |
| 2005 | „Breakaway”               | Najlepszy utwór Adult Contemporary     | 1. miejsce |
| 2005 | Kelly Clarkson            | Najlepszy artysta Hot Dance Airplay    | 1. miejsce |
| 2005 | Kelly Clarkson            | Najlepszy artysta Adult Contemporary   | 1. miejsce |
| 2005 | Kelly Clarkson            | Najlepszy artysta Adult Top 40         | 1. miejsce |
| 2005 | Kelly Clarkson            | Najlepszy artysta w sieci              | 3. miejsce |
| 2005 | Kelly Clarkson            | Najlepsza artystka z albumem           | 2. miejsce |
| 2005 | Breakaway                 | Najlepszy album na Billboard 200       | 5. miejsce |
| 2005 | „Since U Been Gone”       | Najlepsza piosenka pop                 | 1. miejsce |
| 2005 | „Behind These Hazel Eyes” | Najlepsza piosenka pop                 | 4. miejsce |
| 2005 | „Behind These Hazel Eyes” | Najlepszy utwór Airplay                | 2. miejsce |
| 2005 | „Since U Been Gone”       | Najlepszy utwór Airplay                | 1. miejsce |
| 2005 | „Since U Been Gone”       | Najlepsza piosenka w sieci             | 2. miejsce |
| 2005 | „Since U Been Gone”       | Najlepszy utwór Hot Dance Airplay      | 3. miejsce |
| 2005 | „Since U Been Gone”       | Najlepszy singel Airplay               | 4. miejsce |

### Brit Awards
Brit Awards przyznawane są co roku przez British Phonographic Industry, aby uhonorować artystów brytyjskich, a także międzynarodowych muzyków, którzy są najpopularniejsi w Wielkiej Brytanii.
| Rok  | Tytułem        | Kategoria                      | Rezultat  |
| ---- | -------------- | ------------------------------ | --------- |
| 2006 | Kelly Clarkson | Występ popowy                  | Nominacja |
| 2006 | Kelly Clarkson | Międzynarodowa artystka solowa | Nominacja |

### CMT Awards

#### CMT Online Awards
CMT Online Awards są przyznawane corocznie, począwszy od 2006 roku, przez Country Music Television w oparciu o popularność internetową.
| Rok  | Tytułem                           | Kategoria                | Rezultat |
| ---- | --------------------------------- | ------------------------ | -------- |
| 2007 | „Because of You”(z Rebą McEntire) | Najlepszy występ na żywo | Wygrana  |

#### CMT Music Awards
CMT Music Awards corocznie honorują twórców muzyki country, teledyski i występy telewizyjne. Ceremonia wręczenia nagród odbywa się w Nashville, w stanie Tennessee i transmitowana jest na żywo przez Country Music Television.
| Rok  | Tytułem                                     | Kategoria                   | Rezultat  |
| ---- | ------------------------------------------- | --------------------------- | --------- |
| 2008 | „Because of You”(z Rebą McEntire)           | Kolaboracyjny teledysk roku | Nominacja |
| 2011 | „Don’t You Wanna Stay” (z Jasonem Aldeanem) | Kolaboracyjny teledysk roku | Nominacja |
| 2013 | „Don’t Rush” (z Viincem Gillem)             | Kolaboracyjny teledysk roku | Nominacja |

### Country Music Association Awards
Podczas gali Country Music Association Awards przyznawane są nagrody muzykom country przez członków Country Music Association.
| Rok  | Tytułem                                     | Kategoria                | Rezultat  |
| ---- | ------------------------------------------- | ------------------------ | --------- |
| 2007 | „Because of You” (z Rebą McEntire)          | Muzyczne wydarzenie roku | Nominacja |
| 2011 | „Don’t You Wanna Stay” (z Jasonem Aldeanem) | Singel roku              | Nominacja |
| 2011 | „Don’t You Wanna Stay” (z Jasonem Aldeanem) | Muzyczne wydarzenie roku | Wygrana   |
| 2012 | Kelly Clarkson                              | Wokalsitka roku          | Nominacja |
| 2013 | Kelly Clarkson                              | Wokalsitka roku          | Nominacja |
| 2013 | „Don’t Rush” (z Viincem Gillem)             | Muzyczne wydarzenie roku | Nominacja |

### Grammy Awards
Nagrody Grammy są przyznawane przez National Academy of Recording Arts and Sciences w Stanach Zjednoczonych. Kelly Clarkson otrzymała dziesięć nominacji i trzy statuetki Grammy.
| Rok  | Tytułem                                     | Kategoria                                     | Rezultat  |
| ---- | ------------------------------------------- | --------------------------------------------- | --------- |
| 2004 | „Miss Independent”                          | Najlepszy występ pop                          | Nominacja |
| 2005 | Breakaway                                   | Najlepszy album pop                           | Wygrana   |
| 2005 | „Since U Been Gone”                         | Najlepszy występ pop                          | Wygrana   |
| 2008 | „Because of You” (z Rebą McEntire)          | Najlepsza kolaboracja country                 | Nominacja |
| 2010 | All I Ever Wanted                           | Najlepszy album pop                           | Nominacja |
| 2012 | „Don’t You Wanna Stay” (z Jasonem Aldeanem) | Najlepszy występ country w duecie lub grupie. | Nominacja |
| 2013 | „Stronger (What Doesn’t Kill You)”          | Nagranie roku                                 | Nominacja |
| 2013 | „Stronger (What Doesn’t Kill You)”          | Najlepszy solowy występ pop                   | Nominacja |
| 2013 | Stronger                                    | Najlepszy album pop                           | Wygrana   |
| 2014 | „Don’t Rush” (z Viincem Gillem)             | Najlepszy występ country w duecie lub grupie  | Nominacja |
| 2016 | „Heartbeat Song”                            | Najlepszy solowy występ pop                   | Nominacja |
| 2016 | Piece by Piece                              | Najlepszy album pop                           | Nominacja |
| 2017 | „Piece by Piece (Idol Version)”             | Najlepszy solowy występ pop                   | Nominacja |

### iHeart Radio Music Awards
iHeart Radio Music Awards to rozdanie nagród prezentowane przez Clear Channel Communications na antenie iHeartRadio oraz NBC.
| Rok  | Kategoria       | Tytułem                      | Rezultat  | Źródło |
| ---- | --------------- | ---------------------------- | --------- | ------ |
| 2016 | Najlepszy cover | „Bitch Better Have My Money” | Nominacja | [ 36 ] |
| 2017 | Najlepszy cover | „Love on the Brain”          | Nominacja | [ 37 ] |

### Juno Awards
Juno Award przyznawana jest kanadyjskim i międzynarodowym artystom w celu uhonorowania ich osiągnięć artystycznych. Nagrodę przyznają członkowie Canadian Academy of Recording Arts and Sciences oraz panel ekspertów.
| Rok  | Kategoria | Tytułem                        | Rezultat  |
| ---- | --------- | ------------------------------ | --------- |
| 2006 | Breakaway | Najlepszy międzynarodowy album | Nominacja |

### MTV Awards

#### MTV Asia Awards
MTV Asia Awards nagradza muzyków azjatyckich oraz międzynarodowych w oparciu o głosy widzów z Azji.
| Rok  | Kategoria      | Tytułem            | Rezultat |
| ---- | -------------- | ------------------ | -------- |
| 2006 | Kelly Clarkson | Najlepsza artystka | Wygrana  |

#### MTV Australia Awards
MTV Australia Awards (dawniej MTV Australia Video Music Awards) nagradza muzyków australijskich oraz międzynarodowych w oparciu o głosy widzów z Australii.
| Rok  | Kategoria                          | Tytułem                | Rezultat  |
| ---- | ---------------------------------- | ---------------------- | --------- |
| 2006 | „Because of You”                   | Najlepszy teledysk pop | Nominacja |
| 2006 | Kelly Clarkson za „Because of You” | Najlepsza artystka     | Nominacja |

#### MTV Video Music Awards
Podczas gali MTV Video Music Awards nagradzane są teledyski muzyczne. Gala odbywa się co roku w Stanach Zjednoczonych i transmitowana jest przez amerykańską stację MTV.
| Rok  | Kategoria                        | Tytułem                                     | Rezultat  |
| ---- | -------------------------------- | ------------------------------------------- | --------- |
| 2003 | „Miss Independent”               | Najlepszy teledysk pop                      | Nominacja |
| 2003 | „Miss Independent”               | Najlepszy nowy artysta w teledysku          | Nominacja |
| 2003 | „Miss Independent”               | Nagroda widzów                              | Nominacja |
| 2005 | „Since U Been Gone”              | Najlepszy teledysk pop                      | Wygrana   |
| 2005 | „Since U Been Gone”              | Najlepszy kobiecy teledysk                  | Wygrana   |
| 2005 | „Since U Been Gone”              | Nagroda widzów                              | Nominacja |
| 2005 | „Because of You”                 | Najlepszy kobiecy teledysk                  | Wygrana   |
| 2005 | „Because of You”                 | Nagroda widzów                              | Nominacja |
| 2009 | „My Life Would Suck Without You” | Najlepszy kobiecy teledysk                  | Nominacja |
| 2012 | „Dark Side”                      | Najlepszy teledysk ze społecznym przekazem  | Nominacja |
| 2013 | „People Like Us”                 | Najlepszy teledysk ze społecznym przekazem. | Nominacja |

### MuchMusic Video Awards
Nagrody MuchMusic Video Awards przyznawane są przez kanadyjski kanał telewizyjny MuchMusic.
| Rok  | Kategoria                          | Tytułem                                               | Rezultat  |
| ---- | ---------------------------------- | ----------------------------------------------------- | --------- |
| 2006 | „Behind These Hazel Eyes”          | Najlepszy międzynarodowy teledysk - artysta           | Nominacja |
| 2006 | Kelly Clarkson za „Because of You” | Najlepszy międzynarodowy artysta (wybór publiczności) | Wygrana   |
| 2009 | „My Life Would Suck Without You”   | Najlepszy międzynarodowy teledysk - artysta           | Nominacja |
| 2012 | „Stronger (What Doesn’t Kill You)” | Najlepszy międzynarodowy teledysk - artysta           | Nominacja |
| 2012 | „Mr. Know It All”                  | Teledysk roku (streaming)                             | Nominacja |

### Nickelodeon Kids' Choice Awards
Podczas gali Nickelodeon Kids' Choice Awards odbywającej się corocznie w Stanach Zjednoczonych, rozdawane są nagrody w kategoriach: telewizja, muzyka, sport oraz film w oparciu o głosy internautów.
| Rok  | Kategoria      | Tytułem              | Rezultat |
| ---- | -------------- | -------------------- | -------- |
| 2006 | Kelly Clarkson | Ulubiona piosenkarka | Wygrana  |

### People’s Choice Awards
People’s Choice Award to nagroda wyróżniającą osobistości i osiągnięcia w kulturze masowej, w oparciu o głosowanie społeczeństwa. Gala rozdania nagród odbywa się co roku w Stanach Zjednoczonych.
| Rok  | Kategoria      | Tytułem                   | Rezultat  |
| ---- | -------------- | ------------------------- | --------- |
| 2006 | Kelly Clarkson | Najlepszy występ muzyczny | Wygrana   |
| 2016 | Kelly Clarkson | Ulubiony artysta pop      | Nominacja |

### Radio Awards

#### Radio Disney Music Awards
Radio Disney Music Awards to nagrody przyznawane przez Radio Disney. Coroczna gala transmitowana jest przez stację telewizyjną  Disney Channel.
| Rok  | Kategoria           | Tytułem                                        | Rezultat  |
| ---- | ------------------- | ---------------------------------------------- | --------- |
| 2003 | „Miss Independent”  | Najlepsza piosenka do słuchania w radio        | Nominacja |
| 2003 | „Miss Independent”  | Najlepszy teledysk                             | Nominacja |
| 2003 | „Miss Independent”  | Najlepsza piosenka do śpiewania karaoke        | Wygrana   |
| 2004 | „Breakaway”         | Najlepsza piosenka do odrabiania prac domowych | Nominacja |
| 2004 | „Breakaway”         | Najlepszy teledysk                             | Nominacja |
| 2004 | „Breakaway”         | Najlepsza gitarowa piosenka                    | Nominacja |
| 2006 | Kelly Clarkson      | Najlepsza artystka                             | Nominacja |
| 2006 | „Since U Been Gone” | Najlepsza piosenka, która nigdy się nie nudzi  | Wygrana   |

#### Radio Music Awards
Podczas gali Radio Music Awards honorowane są piosenki, które odniosły największy sukces w radiu.
| Rok  | Kategoria                  | Tytułem                              | Rezultat  |
| ---- | -------------------------- | ------------------------------------ | --------- |
| 2005 | Kelly Clarkson             | Artystka roku - Adult Hit Radio      | Nominacja |
| 2005 | Kelly Clarkson             | Artystka roku - Mainstream Hit Radio | Wygrana   |
| 2005 | „Breakaway”                | Piosenka roku - Adult Hit Radio      | Nominacja |
| 2005 | „Behind Theses Hazel Eyes” | Piosenka roku - Mainstream Hit Radio | Nominacja |
| 2005 | „Since U Been Gone”        | Piosenka roku - Mainstream Hit Radio | Nominacja |

### Teen Choice Awards
Teen Choice Awards przyznawane są co roku przez nastoletnich widzów (od 13 do 19 lat).
| Rok  | Kategoria                             | Tytułem                     | Rezultat  |
| ---- | ------------------------------------- | --------------------------- | --------- |
| 2003 | Kelly Clarkson                        | Wybrana artystka            | Wygrana   |
| 2003 | Kelly Clarkson                        | Artysta przełomowy          | Nominacja |
| 2003 | Kelly Clarkson                        | Artysta crossover           | Nominacja |
| 2003 | „A Moment Like This”                  | Miłosna piosenka            | Nominacja |
| 2003 | Justin i Kelly                        | Filmowa chemia              | Nominacja |
| 2003 | Kelly Clarkson za film Justin i Kelly | Przełomowa aktorka          | Nominacja |
| 2005 | Kelly Clarkson                        | Wybrana artystka            | Wygrana   |
| 2005 | Breakaway                             | Wybrana album               | Wygrana   |
| 2005 | „Since U Been Gone”                   | Wybrany singel              | Wygrana   |
| 2005 | „Behind These Hazel Eyes”             | Wybrana piosenka lata       | Wygrana   |
| 2007 | „Never Again”                         | Wybrana piosenka o zemście  | Nominacja |
| 2009 | „My Life Would Suck Without You”      | Wybrany singel              | Nominacja |
| 2010 | Kelly Clarkson                        | Amerykański idol            | Nominacja |
| 2012 | „Stronger (What Doeasn't Kill You)”   | Wybrany singel kobiecy      | Nominacja |
| 2012 | „Stronger (What Doeasn't Kill You)”   | Wybrana piosenka o zerwaniu | Nominacja |
| 2015 | „Heartbeat Song”                      | Wybrana piosenka kobieca    | Nominacja |

### Pozostałe wyróżnienia
| Rok  | Gala                                   | Kategoria                                                                | Rezultat  |
| ---- | -------------------------------------- | ------------------------------------------------------------------------ | --------- |
| 2004 | AOL Moviegoer Awards                   | Najgorętsza piosenka („The Trouble with Love Is”)                        | Wygrana   |
| 2005 | XM Nation Music Awards                 | Artystka roku pop - Kelly Clarkson                                       | Wygrana   |
| 2005 | XM Nation Music Awards                 | Najlepsza piosenka pop („Since U Been Gone”)                             | Wygrana   |
| 2006 | TMF Awards (Belgia)                    | Najlepsza artystka - Kelly Clarkson                                      | Wygrana   |
| 2006 | TMF Awards (Belgia)                    | Najlepsza artystka pop - Kelly Clarkson                                  | Wygrana   |
| 2006 | International Dance Music Awards       | Najlepszy taneczny utwór pop („Since U Been Gone”)                       | Nominacja |
| 2006 | Meteor Awards (Irlandia)               | Najlepsza artystka międzynarodowa - Kelly Clarkson                       | Nominacja |
| 2006 | Los Premios 40 Principales (Hiszpania) | Najlepsza nowa artystka międzynarodowa - Kelly Clarkson                  | Nominacja |
| 2007 | ECHO Awards (Niemcy)                   | Najlepsza artystka międzynarodowa - Kelly Clarkson                       | Nominacja |
| 2008 | Kryptonsite Awards                     | Najlepsza piosenka wykorzystana w serialu Tajemnice Smallville („Sober”) | Wygrana   |
| 2009 | Women’s World Award                    | Światowa rozrywka - Kelly Clarkson                                       | Wygrana   |